# Tores
Tschystjakowe (ukrainisch Чистякове – ukrainisch offiziell seit dem 12. Mai 2016; vorher Tores, ukrainisch Торез) ist eine ost-ukrainische Industriestadt in der Oblast Donezk im südlichen Donbass mit 55.000 Einwohnern (2017).
Seit 1964 war sie nach Maurice Thorez, dem früheren Vorsitzenden der Kommunistischen Partei Frankreichs, benannt.

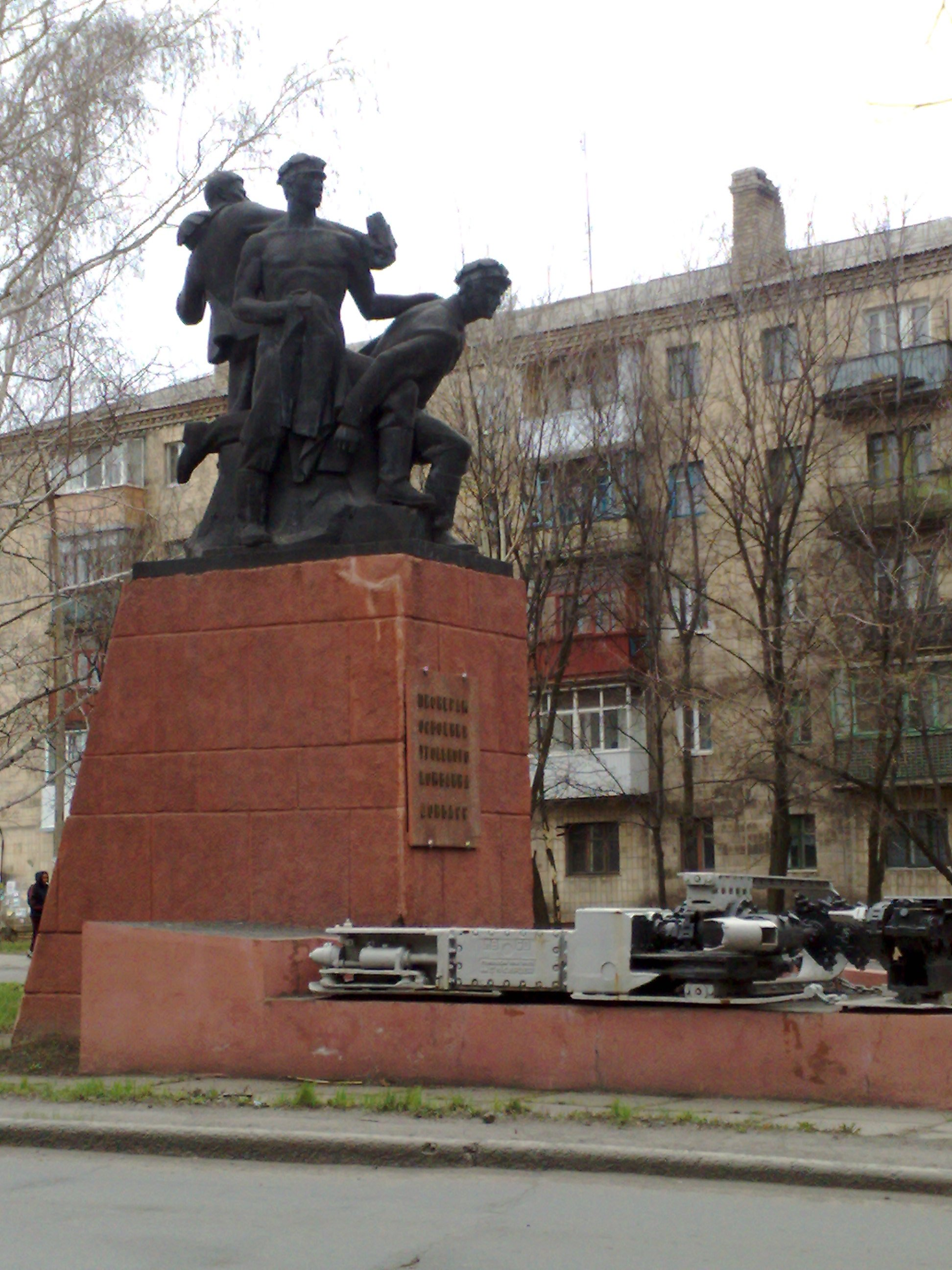
Bergarbeiterdenkmal in Tschystjakowe

## Stadtgemeinde
Die Stadtgemeinde besteht neben der eigentlichen Stadt noch aus den 2 Siedlungen städtischen Typs Pelahijiwka und Rossypne und hat insgesamt 81.918 Einwohner (1. Juli 2012).

## Geschichte
Die Stadt wurde 1778 als kleine Siedlung am Zusammenfluss zweier kleinerer Flüsse von entlaufenen Leibeigenen aus verschiedenen Provinzen Russlands gegründet. Als im Jahre 1800 von General Leonow die Sloboda (eine altrussische Gemeindeform) Alexejewka gegründet wurde, lebten in dem Ort 225 Menschen.
Seit den 1860er Jahren ist die Stadt ein Zentrum des Steinkohlenbergbaus. Seit Mitte des 19. Jahrhunderts trug die Ortschaft nach dem Kaufmann Tschistjakow aus Taganrog den Namen Tschistjakowo (Чистяково) bzw. ukrainisch Чистякове Tschystjakowe. 1875 wurde die Tschistjakower Bergbaugesellschaft gegründet. Im Norden der Stadt existieren noch heute deren beide Gruben Naklonnaja und Galerija, ebenso wie die Grube Nadja der Alexejewka-Bergbaugesellschaft. 1909 wurden im Gebiet um Tschistjakowe rund 77.000 Tonnen (4.700.000 Pud) Kohle gefördert, bis 1916 stieg die Fördermenge auf 1.258.000 Tonnen (78.800.000 Pud) an.
1924 gab es im Bergbaurevier um Tschystjakowe 142 Siedlungen mit insgesamt 44.679 Einwohnern. 1932 wurde der Ort zur Stadt erhoben. 1933 erfolgte der Zusammenschluss von 10 Gruben zum Trust Tschistjakowugol.
In den 1940er Jahren war Tschystjakowe in drei (heute nicht mehr bestehende) Stadtbezirke gegliedert: Tscherwona Sirka („Roter Stern“), Piwdenna Hrupa („Südgruppe“) und Stanzyja Tschystjakowe („Bahnhofsgebiet“).
1964 wurde die Stadt nach dem im gleichen Jahr verstorbenen früheren Vorsitzenden der Kommunistischen Partei Frankreichs, Maurice Thorez, in Tores umbenannt.
Seit Sommer 2014 ist der Ort im Verlauf des Ukrainekrieges durch Separatisten der Volksrepublik Donezk besetzt.
Der wichtigste Wirtschaftszweig der Stadt ist der seit Jahren rückläufige Steinkohlenbergbau. Mit diesem wirtschaftlichen Rückgang geht auch die Entwicklung der Einwohnerzahl einher.

## Absturz von MH17
Während des Krieges in der Ukraine stürzte am 17. Juli 2014 das Passagierflugzeug des Malaysia-Airlines-Flug 17 auf dem Territorium ab. Nach gegenwärtigem Ermittlungsstand wurde sie versehentlich von russischen Separatisten mit einer Buk-Rakete abgeschossen.

## Bevölkerungsentwicklung
| 1979   | 1989   | 2001   | 2005   | 2017   |
| ------ | ------ | ------ | ------ | ------ |
| 87.209 | 88.049 | 72.346 | 66.446 | 55.511 |

Quelle:

## Verkehr
In Tores existiert ein gut entwickeltes öffentliches Verkehrssystem. 31 Linien werden von Bussen bzw. Linientaxis bedient.
Stark frequentierte Verbindungen bestehen nach Snischne und nach Schachtarsk. Durch die Stadt verläuft die Fernstraße von Donezk nach Luhansk. Vom zentralen Busbahnhof führen Fernbuslinien nach Donezk, Charkiw und andere wichtige Städte im Osten der Ukraine.
Eisenbahnverbindungen bestehen von den drei Bahnhöfen:
- Tores
- Rossypne
- Pelahijiwka

und den zwei Haltepunkten für elektrifizierte Fernstrecken:
- Dronowo
- Woskressenske

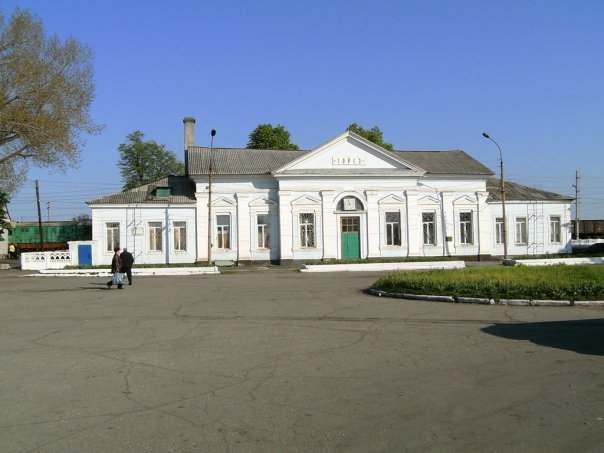
Bahnhof Tschystjakowe an der Wul. Woksalna (Bahnhofstraße)
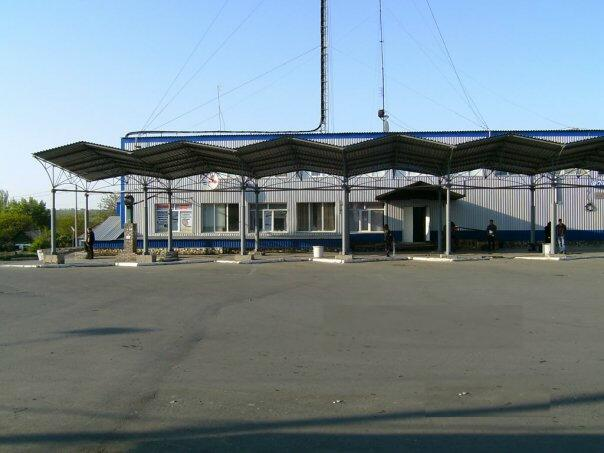
Der zentrale Busbahnhof von Tschystjakowe
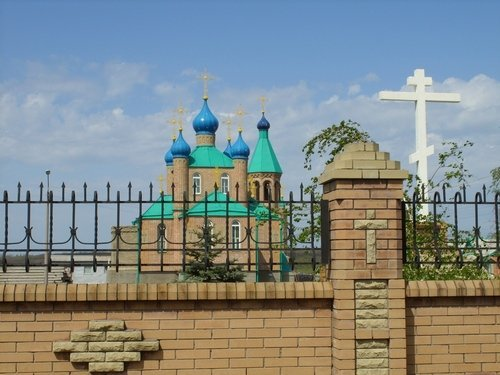
Die Orthodoxe Kirche in Tschystjakowe
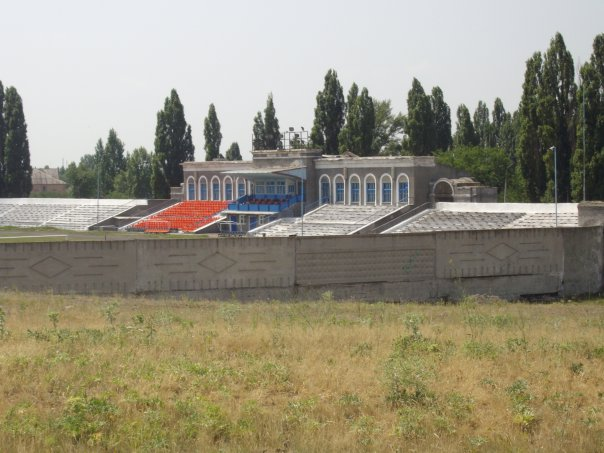
Stadion Komsomolez
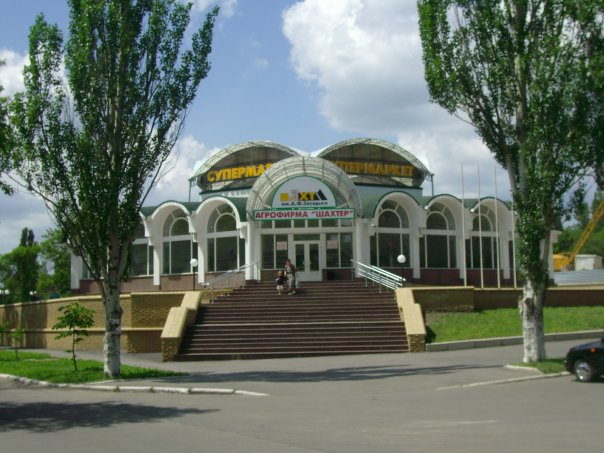
Supermarkt Schachtar
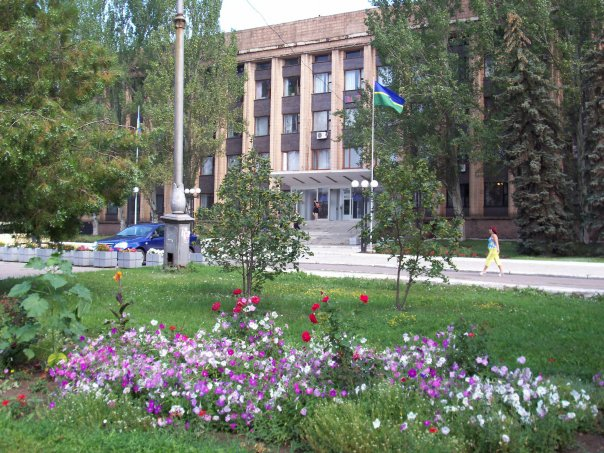
Rathaus von Tschystjakowe